# Distrito de La Mesa
El distrito de La Mesa es una de las divisiones que conforma la provincia de Veraguas, situado en la República de Panamá.

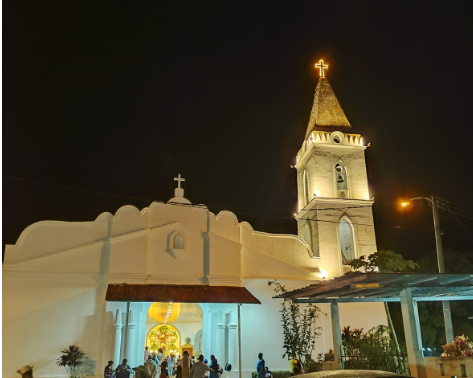
Iglesia de San Marcelo, La Mesa de Veraguas

## Historia
Se desconoce la fecha exacta de fundación del poblado. Según la tradición oral, el poblado fue fundado en el siglo XVII por familias de negros, mulatos y algunas de españoles provenientes del antiguo poblado de Filipinas, ubicado cerca del Golfo de Montijo, es lo que hoy es el distrito de Soná. En sus inicios el poblado se le llamó San Marcelo de León de La Mesa de Tabarabá, que estaba constituido por un caserío de cabañas de adobe y pencas, sin embargo, por su ubicación geográfica entre las rutas de trashumancia y comercio entre Santiago de Veraguas y San José de David, el poblado crece en población y en importancia, apareciendo en los mapas cartográficos españoles de finales del siglo XVIII como un poblado de importancia. En 1756, aparece en los censos regionales de la Gobernación de Veragua, realizados por el gobernador don Santiago Matías como un centro importante de población, contando con aproximadamente 1,763 habitantes, de los cuales la mayoría eran indígenas y mestizos (1,617) y una minoría compuesta por españoles, mulatos y sus esclavos negros compuesta por 146 personas; también como un centro pecuario importante con 9000 cabezas de ganado.
Fue elevado a distrito en 1824 y comparte con el distrito de Santiago (1824) el primer lugar de creación entre los distritos de la provincia. En 1824 el congreso colombiano dividió el Departamento del istmo nombre que tenía en esa época nuestra república en dos provincias Panamá y "Veraguas". Por Veraguas los Cantones ( hoy llamamos distrito) eran Santiago, La Mesa, Alanje, Guaime.

## Gobierno y política
En la actualidad el Licenciado José Tristán es el alcalde municipal de este Distrito por el periodo (2024-2029) y su representante de corregimiento Joaquín Botacio.

## División político-administrativa
El distrito de la Mesa está ubicado en el centro de la Provincia de Veraguas, está conformado por (7) siete corregimientos como lo son:
- La Mesa (cabecera)
- Bisvalles
- Boró
- El Higo
- Los Milagros
- Llano Grande
- San Bartolo

## Geografía
El Distrito de la Mesa forma parte de la provincia de Veraguas y se encuentra ubicado en la parte central de la provincia. limita al norte con el distrito de Cañazas, al sur con Soná y Río de Jesús, al oeste con Las Palmas y al este con el distrito de Santiago.
Actualmente el distrito tiene una superficie de 511.6127 km²
Su geografía consta de su principal altura el cerro San Cristóbal, Situado en la cabecera de este distrito.
La fuente hídrica más cercana es el río San Pablo, también consta de algunas lagunas o quebradas de menos extensión como: El Pasito, La Charcona.

## Economía
La moneda oficial es el Balboa, moneda oficial en la República de Panamá. Estas monedas de Balboa son acuñadas en denominaciones de  (10 centavos, 25 centavos, 50 centavos) y tienen mismo valor de las monedas del dólar estadounidense.
El Balboa está a la par del Dólar estadounidense desde 1904. Panamá fue el segundo país del continente
americano cuya economía se dolarizó; por lo tanto, el Dólar de los Estados Unidos es de uso legal aquí.
Sus 12.336 (2004) habitantes, se dedican a la ganadería, avicultura, porcinocultura, agricultura y a la actividad comercial y magisterial. Su céntrica posición geográfica, hace posible la convergencia de los habitantes de sus seis corregimientos a la Avenida Central, lugar donde realizan sus compras.

## Población
Para el año 1691 la población era de 400 habitantes, en el año 1916 llegó a 100 y fue avanzando progresivamente en los años posteriores.
El X censo de población y vivienda del año 2000 reporta 11,746 habitantes, de los cuales 6,375 son hombres y 5,371 son mujeres.

## Cultura
Durante el siglo XIX y XX, en La Mesa de Veraguas, se desarrolló buena parte de lo que se considera como la cultura panameña. De esta población es originaria la mejoranera, pequeña guitarra confeccionada en la región (y en la actualidad en toda la región de Azuero) con la que se interpreta la música folclórica más representativa de Panamá, la mejorana. También, músicos de la región escribieron  pasillos,  cumbias y otras composiciones. A principios del siglo XX surgió un movimiento de músicos nativos del distrito, entre ellos Jesús María Medina Barrios, César Alcedo y Aurelio Escudero.
Son destacadas las costumbres realizadas en Semana Santa, celebración católica la cual es muy apreciada por el pueblo mesano. Destacan los cánticos devocionales cantados en las procesiones y actividades del Vía Crucis, acompañados de melodías tradicionales en guitarra y violín, las cuales fueron rescatadas a inicios del siglo XX por el músico Jesús María Medina. Entre ellas destacan cánticos como "Jesús amoroso, dulce padre mío", el "Mater dolorosa" o "La Pasión de Jesús"
En año nuevo se acostumbra quemar muñecos confeccionados a mano por los lugareños, jugar a la vaca loca que consiste en hacer una representación de una vaca y encender sus cuernos en llama y perseguir a los peatones que estén en el juego. Otra de estas  costumbres son las matracas y las bolas de candela que ya no se practican a menudo.
En su gastronomía destacan los bollos de queso, tamales, lechona asada y frita, arepitas de maíz nuevo, pan de rosquita, arroz con puerco y bebidas como el chicheme y la mistela.

## Religión
La religión profesada por los habitantes del distrito de La Mesa es mayormente católica en un 96% de la población. En el centro del pueblo se erige la iglesia de San Marcelo, construida por sus propios pobladores y en la que convergen sus habitantes para las celebraciones religiosas tanto dominicales, como las patronales de San Marcelo, las fiestas de La Divina Pastora, Semana Santa y la solemnidad de Señor de los Milagros de Buga; las cuales reciben miles y miles de peregrinos de todas las regiones de la república y el exterior.
Actualmente, la iglesia de San Marcelo de La Mesa está dirigida por el párroco Lorenzo Concepción, haciendo honor al patrono San Marcelo.
Otras celebraciones son: San Marcelo (patronales), el Señor de Los Milagros, la virgen de la Misericordia, Divino Niño Jesús de Praga, Semana Santa, etc.